# يوم خزاز
خزاز أو خزازي أحد أيام معد قبل الإسلام في الثلث الثاني من القرن السادس للميلاد، ويذكر بعضهم أنه وقع بعقب يوم السلان، وأنه كان لجموع ربيعة ومضر على بني آكل المرار. وقد اختلف الأخباريون في هذا اليوم، واختلفوا في اسم قائد قبائل معد فيه، واختلفوا في اسم ملك اليمن الذي في عهده وقع، واختلفوا في زمن وقوعه، وفي سببه، فقالوا: إن رئيس معد فيه هو الأحوص بن جعفر، وقالوا: بل هو زرارة بن عدس، وقالوا: لا، وإنما هو كليب بن ربيعة. وتوسطت جماعة بين الرأيين، فقالت: كان كليب على ربيعة، وكان الأحوص على مضر.وقد ذكر الأصمعي أن يوم خزاز كان للمنذر بن ماء السماء ولبني تغلب وقضاعة على "بني آكل المرار" من كندة وعلى بكر بن وائل، وأن المنذر وأصحابه من بني تغلب أسروا في هذا اليوم خمسين رجلًا من بني آكل المرار. بينما قال أبو عمرو بن العلاء: «لولا عمرو بن كلثوم ما عرف يوم خزاز».وعلى إثر هذا اليوم، كان يوم الكلاب الأول مع سلمة بن الحارث بن عمرو الكندي.

## الزمن التقديري
اختلف الأخباريون في هذا اليوم، واختلفوا في اسم قائد قبائل معد فيه، فقالوا الأحوص بن جعفر، ومن المؤكد أن ابن شقيق هذا الزعيم عامر بن مالك بن جعفر قد أدرك الإسلام ووفد على النبي محمد، أي أن الأحوص عاش قبل الإسلام بزمن قليل.وقال بعضهم: إنما كان قائد معد زرارة بن عدس، وهو أيضا أولاده أدركوا النبي محمد ووفدا عليه، ومنهم حاجب بن زرارة وشقيقه وكيع.وهناك طائفة تزعم أن القائد كان كليب بن ربيعة، وهو معاصر للزعماء السابقين – الأحوص وزرارة وفق مزاعم الأخباريين.
كما اختلف الأخباريون في زعماء اليمن، إلا أن هناك شبه إجماع أن القائد كان سلمة بن الحارث بن عمرو الكندي، أي ابن الملك الحارث بن عمرو الكندي المؤكد أنه توفي في عام 531م حسب المصادر البيزنطية. ومن الواضح إن صح وقوع تلك المعركة، فهي وقعت أيام حكم المنذر بن امرئ القيس كما ذكر الأصمعي، أي في فترة احتلال الأحباش لجنوب الجزيرة العربية، وفي تلك الفترة فقد بني آكل المرار الدعم من ملوك سبأ. وربما أن المعركة وقعت في ثلاثينات أو أربعينيات القرن السادس الميلادي في أبعد تقدير، أي بعد مقتل الحارث بن عمرو الكندي. في خمسينيات القرن السادس الميلادي، قاد السبئيون أربع حملات عسكرية مكونة من كندة وقبائل مذحج على قبيلة معد والملك المنذر بن امرئ القيس، وربما كانت تلك الحملات على إثر يوم خزاز، مع ذلك لا يمكننا تأكيد سببها.

## قصة يوم خزاز
هناك اختلاف بين الأخباريين في القرنين الهجريين الأولين حول هذا اليوم، وحتى حول وقوعه، وقادته، وسبب وقوعه. الظاهر أن روايات الرواة عن هذا اليوم في القرون الأولى، وهي شفوية، كانت متضاربة تضاربًا كبيرًا بسبب العواطف والنزعات القبلية. في القرون اللاحقة توسعت القصة مع سرد أسطوري، فكُتب شعر جديد عن هذا اليوم، فيه فخر وحماسة، وأضيفت أسماء أبطال جدد إلى هذا اليوم. وأهم الروايات القديمة هي الآتية:

### رواية أبو عبيدة
قال أبو عبيدة معمر بن المثنى: «تنازع عامر ومسمع ابنا عبد الملك، و خالد بن جبلة، وإبراهيم بن محمد بن نوح العطاردي، وغسان بن عبد الحميد، وعبد اللّه بن سلم الباهلي، ونفر من وجوه أهل البصرة كانوا يتجالسون يوم الجمعة ويتفاخرون ويتنازعون في الرئاسة يوم خزاز، فقال خالد بن جبلة، كان الأحوص بن جعفر الرئيس، وقال عامر ومسمع: كان الرئيس كليب بن وائل. وقال ابن نوح: كان الرئيس زرارة بن عدس. كان هذا في مجلس أبي عمرو بن العلاء، فتحاكموا إلى أبي عمرو، فقال: ما شهدها عامر بن صعصعة، ولا دارم بن مالك، ولا جشم بن بكر، اليوم أقدم من ذلك، ولقد سألت عنه منذ ستين سنة فما وجدت أحدا من القوم يعلم من رئيسهم ومن الملك، غير أن أهل اليمن كان الرجل منهم يأتي ومعه كاتب وطنفسة يقعد عليها، فيأخذ من أموال نزار ما شاء، كعمال صدقاتهم اليوم. وكان أول يوم امتنعت معدّ عن الملوك ملوك حمير، وكانت نزار لم تكثر بعد، فأوقدوا نارا على خزاز ثلاث ليال، ودخنوا ثلاثة أيام، فقيل له: وما خزاز؟ قال: هو جبل قريب من أمرة على يسار الطريق، خلفه صحراء منعج‌، يناوحه كور و كوير، إذا قطعت بطن عاقل، ففي ذلك اليوم امتنعت نزار من أهل اليمن أن يأكلوهم، ولولا قول عمرو بن كلثوم ما عرف ذلك اليوم. قال أبو عمرو بن العلاء: ولو كان جدّه كليب بن وائل قائدهم ورئيسهم ما ادعى الرّفادة وترك الرئاسة، وما رأيت أحدا عرف هذا اليوم أو ذكره في شعره قبله ولا بعده!».

### رواية الكلابي والكلبي
روى الحموي عن أبي زياد الكلابي وابن الكلبي وغيرهما - يزيد أحدهما على صاحبه - قالوا: «اجتمعت مضر وربيعة على أن يجعلوا منهم ملكا يقضي بينهم، فكلّ أراد أن يكون منهم، ثم تراضوا أن يكون من ربيعة ملك ومن مضر ملك، ثم أراد كلّ بطن من ربيعة ومن مضر أن الملك منهم، ثم اتفقوا على أن يتخذوا ملكا من اليمن، فكان ملك بني تغلب وبكر بن وائل سلمة بن الحارث، وملّكت بقية قيس غلفاء - وهو معدي كرب بن الحارث - وملّكت بنو أسد وكنانة حجر بن الحارث أبا امرئ القيس، فقتلت بنو أسد حجرا، ولذلك قصة، ثم قصص امرئ القيس في الطلب بثأر أبيه، ونهضت بنو عامر على شراحيل فقتلوه، وولي قتله بنو جعدة بن كعب بن ربيعة بن صعصعة، وقتلت بنو تميم محرّقا وقتلت وائل شرحبيل، فكان حديث يوم الكلاب ولم يبق من بني آكل المرار غير سلمة، فجمع جموع اليمن وسار ليقتل نزارا، وبلغ ذلك نزارا فاجتمع منهم بنو عامر بن صعصعة وبنو وائل تغلب وبكر. قال أبو زياد الكلابي: أخبرنا من أدركناه من مضر وربيعة أن الأحوص بن جعفر بن كلاب كان على نزار كلها يوم خزاز، قال: وهو الذي أوقد النار على خزاز، قال: ويوم خزاز أعظم يوم التقته العرب في الجاهلية، قال: وأخبرنا أهل العلم من الذين أدركنا أنه على نزار الأحوص بن جعفر، ثم ذكرت ربيعة ههنا أخيرا من الدهر أن كليبا كان على نزار، وقال بعضهم: كان كليب على ربيعة والأحوص على مضر، قال: ولم أسمع في يوم خزاز بشعر إلا قول عمرو بن كلثوم التغلبي. قال غير أبي زياد: وبلغ الخبر - قدوم سلمة - إلى كليب وائل فجمع ربيعة وقدّم على مقدّمته السّفّاح التغلبي واسمه سلمة بن خالد وأمره أن يعلو خزازى فيوقد بها النار ليهتدي الجيش بناره وقال له: إن غشيك العدوّ فأوقد نارين، وبلغ سلمة اجتماع ربيعة ومسيرها فأقبل ومعه قبائل مذحج وكلما مرّ بقبيلة استفزّها، وهجمت مذحج على خزازى ليلا فرفع السّفّاح نارين، فأقبل كليب في جموع ربيعة إليهم فصبّحهم فالتقوا بخزازى فاقتتلوا قتالا شديدا فانهزمت جموع اليمن. قال أبو زياد: حدثنا من أدركنا ممن كنا نثق به بالبادية أن نزارا لم تكن تستنصف من اليمن ولم تزل اليمن قاهرة لها في كل شيء حتى كان يوم خزاز فلم تزل نزار ممتنعة قاهرة لليمن في يوم يلتقونه بعد خزاز حتى جاء الإسلام».

### رواية اليعقوبي
قال اليعقوبي: «أما يوم خزاز، فإن اليمن أقبلت، وعليهم سلمة بن الحارث بن عمرو الكندي، فرأست ولد معد كليب بن ربيعة بن الحارث بن مرة، فلما رأى سلمة كثرة القوم استجار ببعض الملوك، فأمده، فالتقوا بخزاز، وعلى ولد معد كليب، ففضت جموع اليمن».

### رواية ابن الأثير
قال ابن الأثير:«يوم خزاز، وكان من حديثه أن ملكا من ملوك اليمن كان في يديه أسارى من مضر وربيعة وقضاعة، فوفد عليه وفد من وجوه بني معد، منهم : سدوس بن شيبان بن ذهل بن ثعلبة، وعوف بن محلم بن ذهل بن شيبان، وعوف بن عمرو بن جشم بن ربيعة بن زيد بن مناة بن عامر الضحيان، وجشم بن ذهل بن هلال بن ربيعة بن زيد مناة بن عامر الضحيان، فلقيهم رجل من بهراء يقال له عبيد بن قراد، وكان في الأسارى، وكان شاعرا، فسألهم أن يدخلوه في عدة من يسألون فيه، فكلموا الملك فيه وفي الأسارى، فوهبهم لهم، فقال عبيد بن قراد البهراوي:»
«احتبس الملك عنده بعض الوفد رهينة وقال للباقين: إيتوني برؤساء قومكم لآخذ عليهم المواثيق بالطاعة لي وإلا قتلت أصحابكم. فرجعوا إلى قومهم فأخبروهم الخبر، فبعث كليب وائل إلى ربيعة فجمعهم، واجتمعت عليه معد، وهو أحد النفر الذين اجتمعت عليهم معد، على ما نذكره في مقتل كليب، فلما اجتمعوا عليه سار بهم وجعل على مقدمته السفاح التغلبي، وهو سلمة بن خالد بن كعب بن زهير بن تيم بن أسامة بن مالك بن بكر بن حبيب بن تغلب، وأمرهم أن يوقدوا على خزاز نارا ليهتدوا بها، وخزاز جبل بطخفة ما بين البصرة إلى مكة، وهو قريب من سالع، وهو جبل أيضا، وقال له: إن غشيتك العدو فأوقد نارين . فبلغ مذحجا اجتماع ربيعة ومسيرها فأقبلوا بجموعهم، واستنفروا من يليهم من قبائل اليمن وساروا إليهم، فلما سمع أهل تهامة بمسير مذحج انضموا إلى ربيعة، ووصلت مذحج إلى خزاز ليلا، فرفع السفاح نارين. فلما رأى كليب النارين أقبل إليهم بالجموع فصحبهم، فالتقوا بخزاز فاقتتلوا قتالا شديدا أكثروا فيه القتل ، فانهزمت مذحج وانفضت جموعها ، فقال السفاح في ذلك:»
« وقال الفرزدق يخاطب جريرا ويهجوه:»
«وقيل: إنه لم يعلم أحد من كان الرئيس يوم خزاز لأن عمرو بن كلثوم، وهو ابن ابنة كليب، يقول:»
«فلو كان جده الرئيس لذكره ولم يفتخر بأنه رفد، ثم جعل من شهد خزازا متساندين فقال:»
«فقال له: استأثرت على إخوتك، يعني مضر، ولما ذكر جده في القصيدة قال:»
«فلم يدع له الرياسة يوم خزاز، وهي أشرف ما كان يفتخر له به.»